# Correggio art home
Il Correggio Art Home è un centro di documentazione dedicato al pittore Antonio Allegri (1489-1534), detto il Correggio dal nome della città natale, situato in via Borgovecchio a Correggio, in provincia di Reggio Emilia, nel luogo su cui sorgeva la casa dove l'artista nacque e morì.

## Storia
È stato inaugurato nel maggio 2007 ed è gestito dalla "Fondazione Il Correggio", che vi ha la propria sede.
Pur essendo detto "Casa del Correggio", l'edificio risale in realtà al 1755, edificato dal fattore ducale Francesco Contarelli dopo aver demolito la rinascimentale casa degli Allegri e altre cinque vicine, ormai fatiscenti: pesantemente modificato nel 1931 per ospitarvi l'asilo infantile, ha pianta rettangolare, si sviluppa su due piani, ed è stato ulteriormente ristrutturato e consolidato nel 2007 in funzione dell'attuale destinazione.
Il centro comprende una sezione scientifica con una biblioteca dotata di antichi e moderni volumi e una sala multimediale, svolge attività divulgativa di promozione culturale e di valorizzazione della figura dell'artista.